# Bazylika Wniebowzięcia Najświętszej Maryi Panny i świętych Cyryla i Metodego w Velehradzie
Bazylika Wniebowzięcia Najświętszej Maryi Panny i świętych Cyryla i Metodego (cz. Bazilika Nanebevzetí Panny Marie a svatého Cyrila a Metoděje) – barokowa, rzymskokatolicka bazylika mniejsza w czeskiej gminie Velehrad. Wchodzi w skład dawnego klasztoru cystersów, obecnie należącego do jezuitów. Największy barokowy kościół w Czechach.

## Historia
Velehradzki klasztor założono na początku XIII wieku. Był pierwszym ośrodkiem cystersów na Morawach. Powstał romański budynek klasztorny z nielicznymi elementami francuskiego gotyku. Klasztor ufundowali margrabia morawski Władysław III Henryk oraz biskup ołomuniecki Robert. W obiektach klasztornych odbywał się kult świętych Cyryla i Metodego, dzięki któremu stał się celem pielgrzymek. 
Budynek klasztoru został poważnie zniszczony podczas wojen husyckich. Odbudowany kompleks spłonął w 1681. Obecny budynek powstał na przełomie XVII i XVIII wieku. Cesarz Józef II Habsburg zlikwidował placówkę zakonną w Velehradzie. W 1890 zabudowania klasztorne przeszły w ręce jezuitów. W 1927 roku papież Pius XI podniósł kościół klasztorny do rangi bazyliki mniejszej. W latach 2012–2013 odrestaurowano oraz przeprowadzono prace konserwatorskie elewacji kościoła.

## Architektura i wyposażenie
Bazylika jest długa na 86 metrów, jednonawowa, z rzędem kaplic bocznych po obu jej stronach. W skrzyżowaniu naw znajduje się kopuła, której dach zwieńczony jest sygnaturką. W neobarokowym, XIX-wiecznym ołtarzu głównym znajduje się obraz Wniebowzięcie Najświętszej Maryi Panny pędzla Ignáca Raaba. Po bokach tzw. dużego ołtarza umiejscowione są figury świętych Piotra i Pawła oraz Cyryla i Metodego.

### Dzwony
Bazylika ma 6 dzwonów:
| Imię                                 | Data odlania  | Waga    | Średnica |
| ------------------------------------ | ------------- | ------- | -------- |
| śś. Józef i Teresa                   | 1738          | 5300 kg | 2 m      |
| śś. Jan Ewangelista i Jan Chrzciciel | 1738          | 2500 kg | 1,5 m    |
| śś. Prokop i Florian                 | 1738          | 1500 kg | 1,2 m    |
| Maryja Dziewica                      | II poł. XX w. | 330 kg  | 0,8 m    |
| śś. Benedykt i Bernard               | 1719          | 185 kg  | 0,65 m   |
| śś. Cyryl i Metody                   | 1719          | 90 kg   | 0,5 m    |

## Galeria

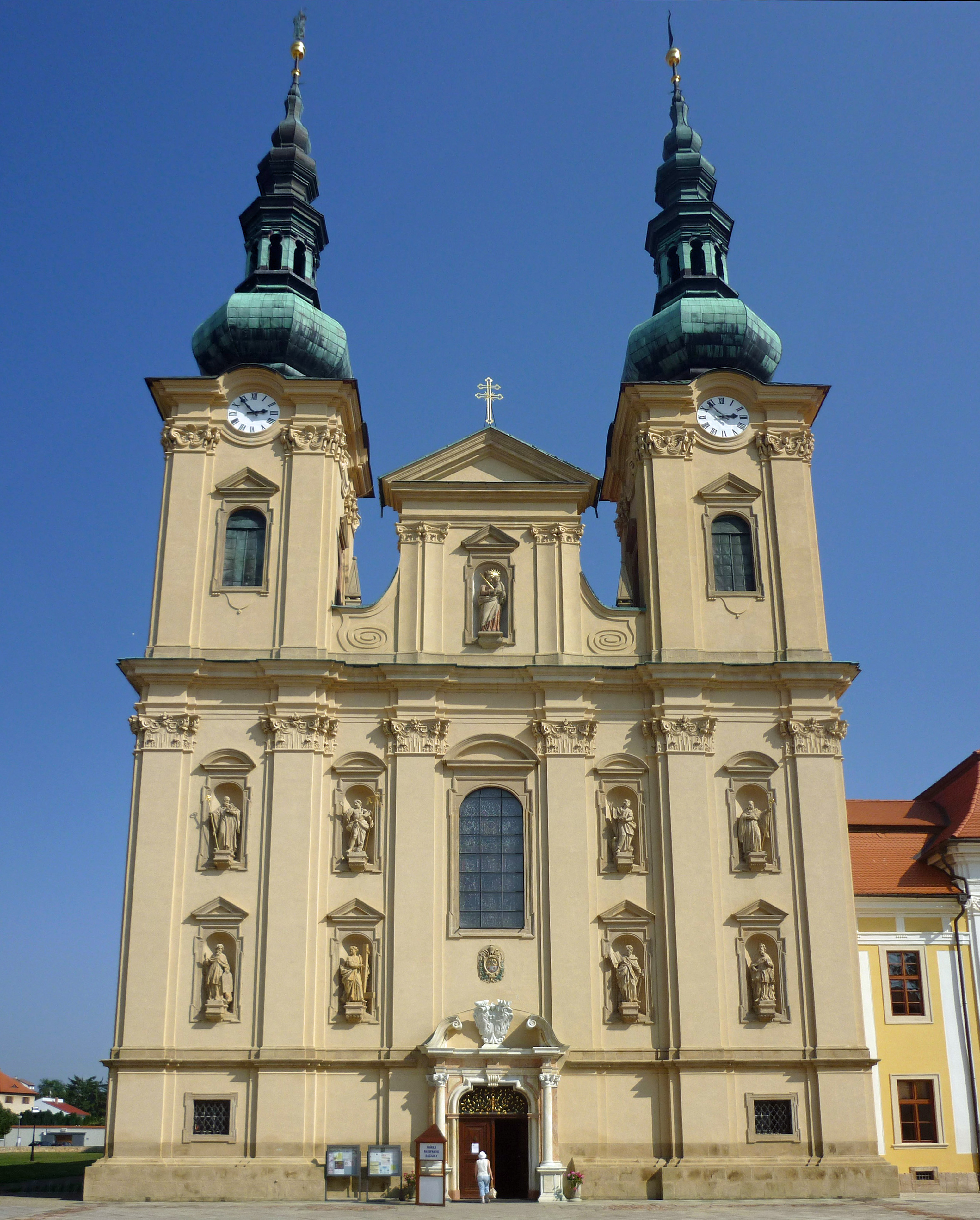
Fasada
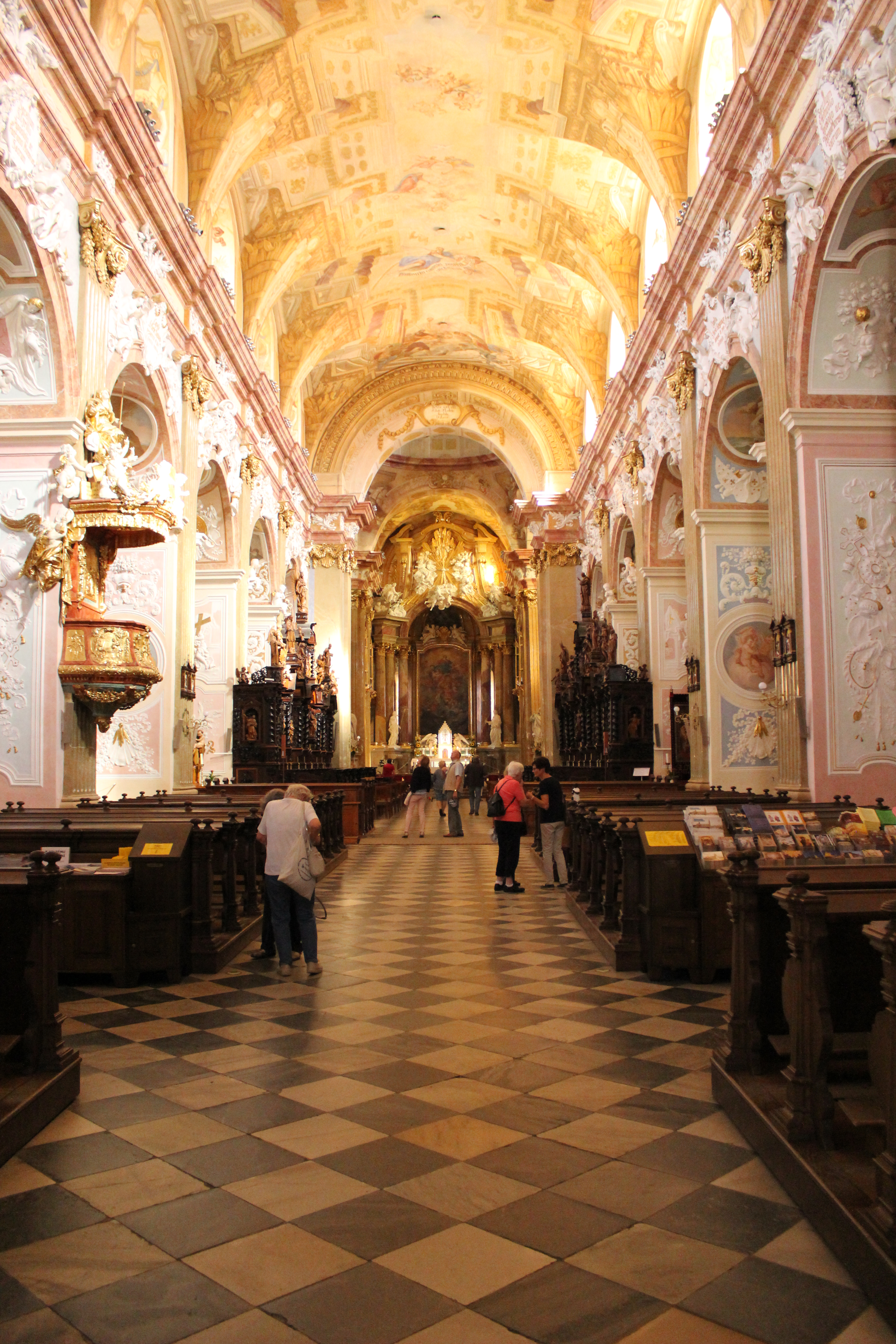
Wnętrze
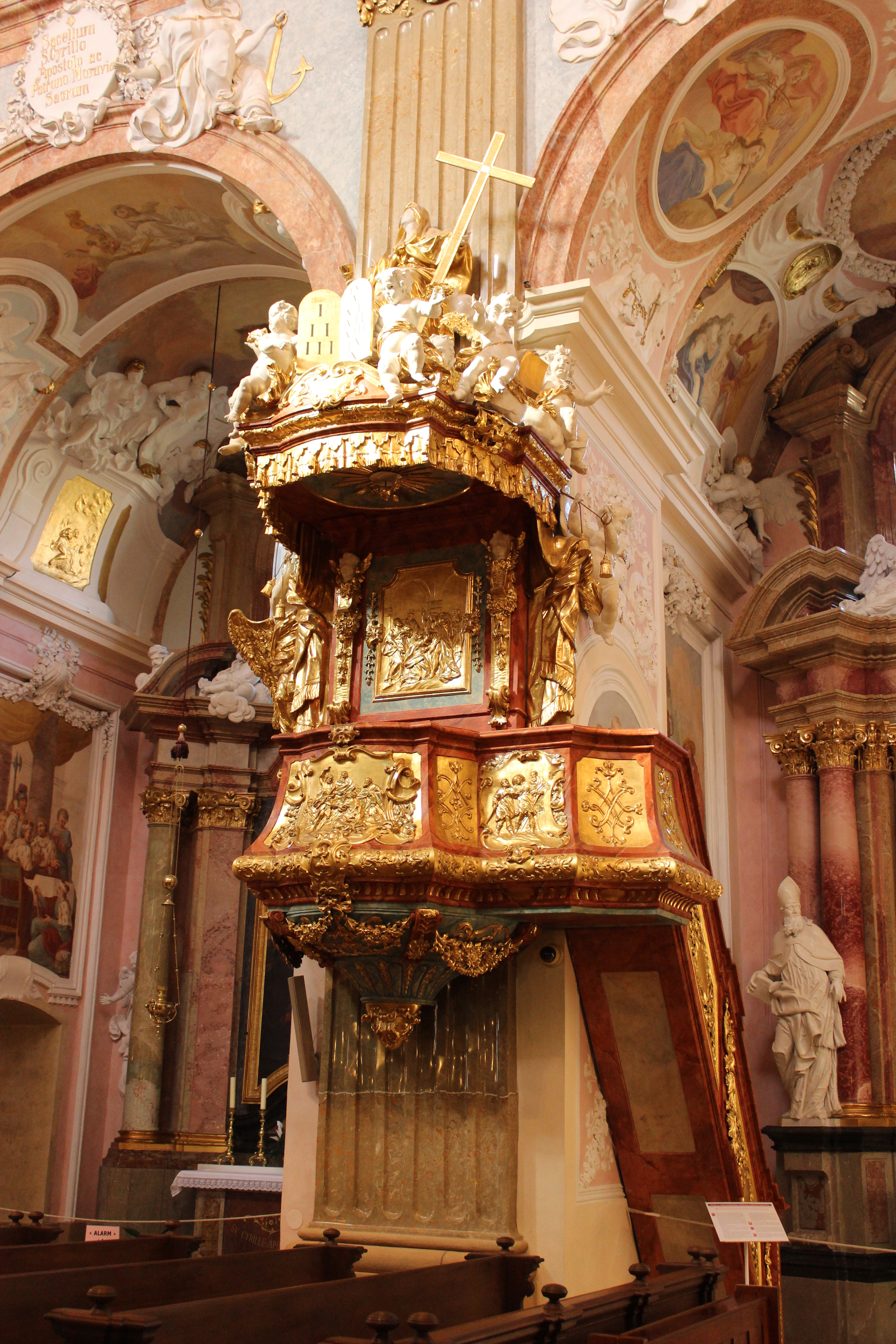
Ambona
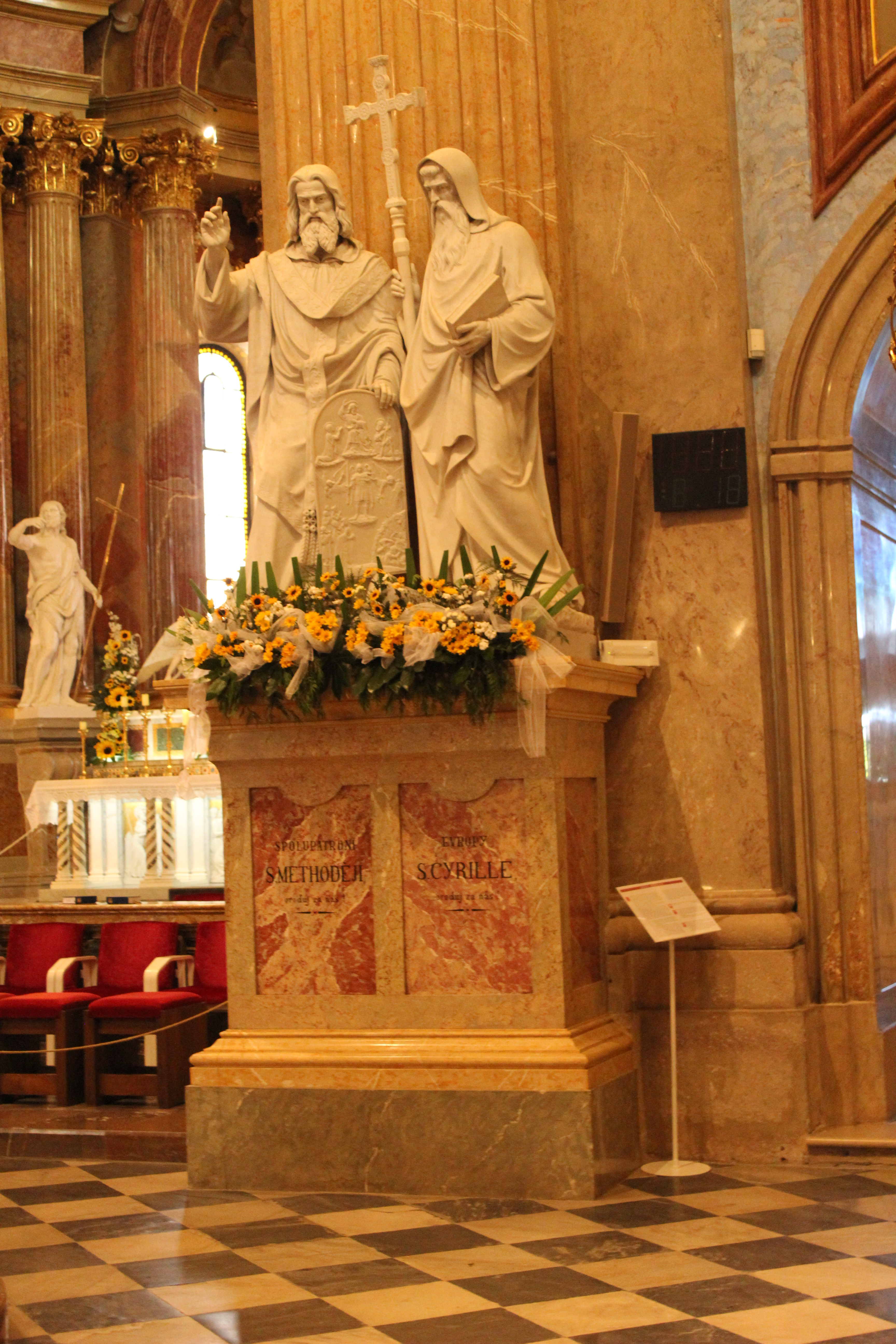
Figury śś. Cyryla i Metodego
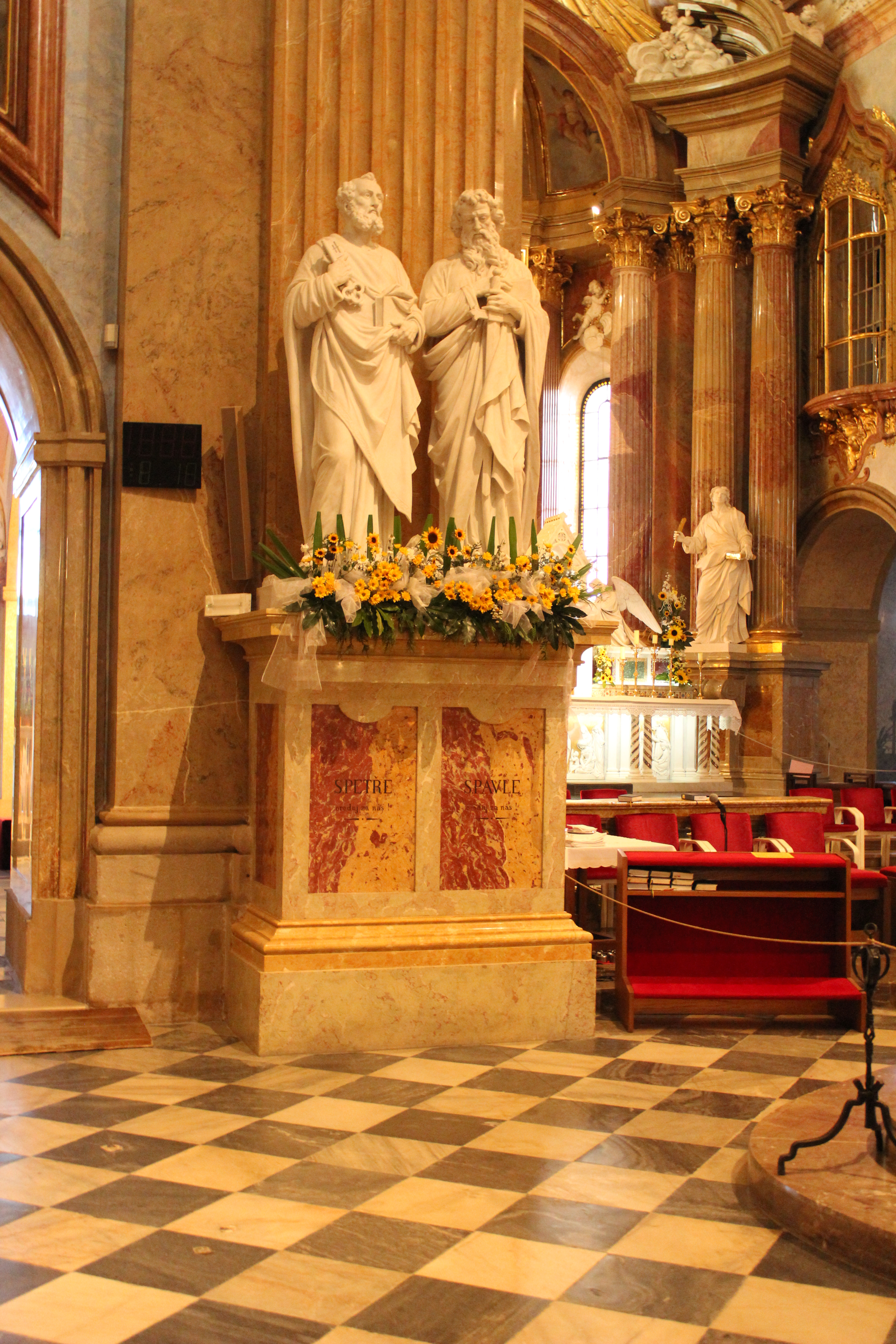
Figury śś. Piotra i Pawła
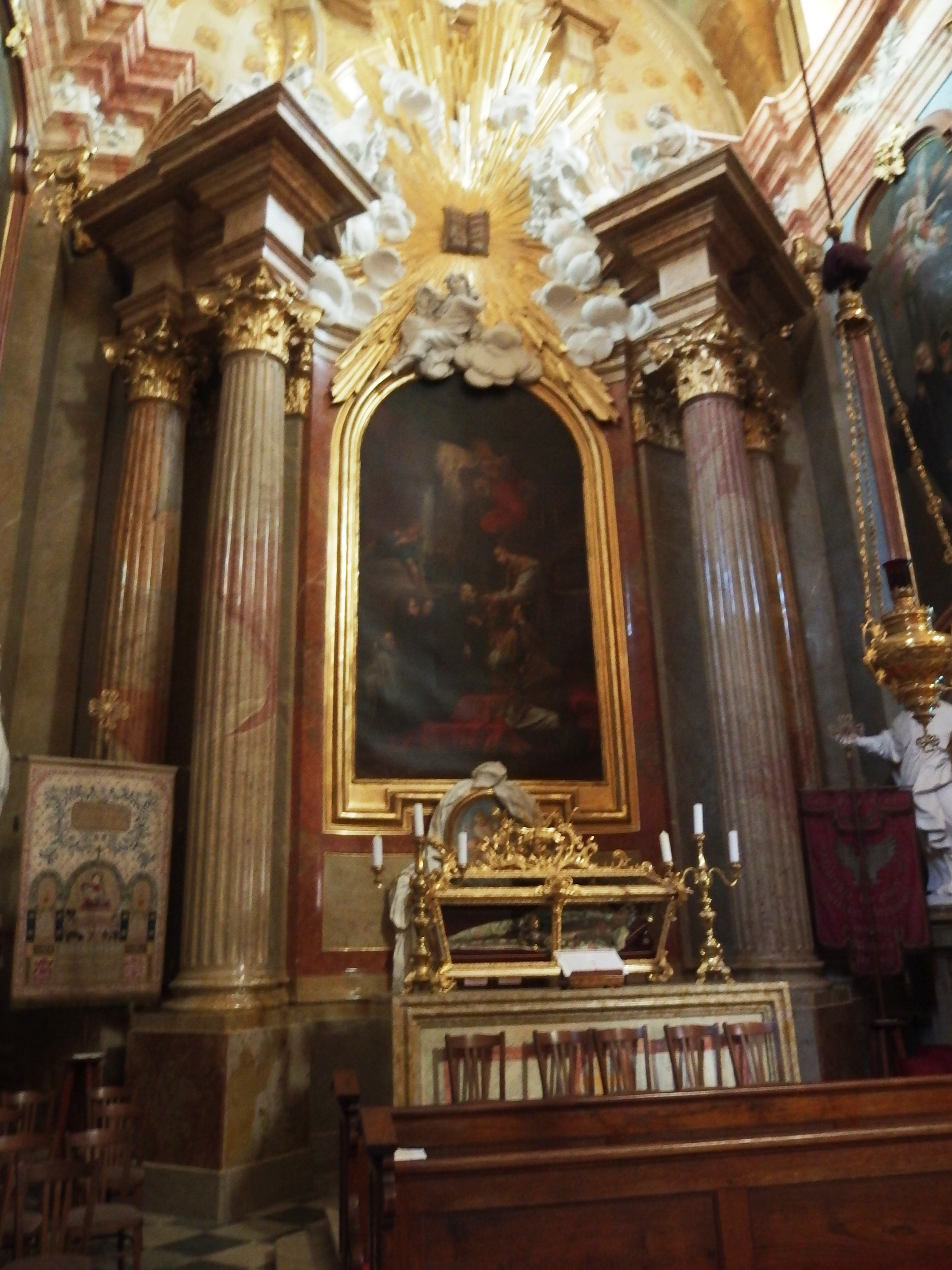
Ołtarz boczny w transepcie
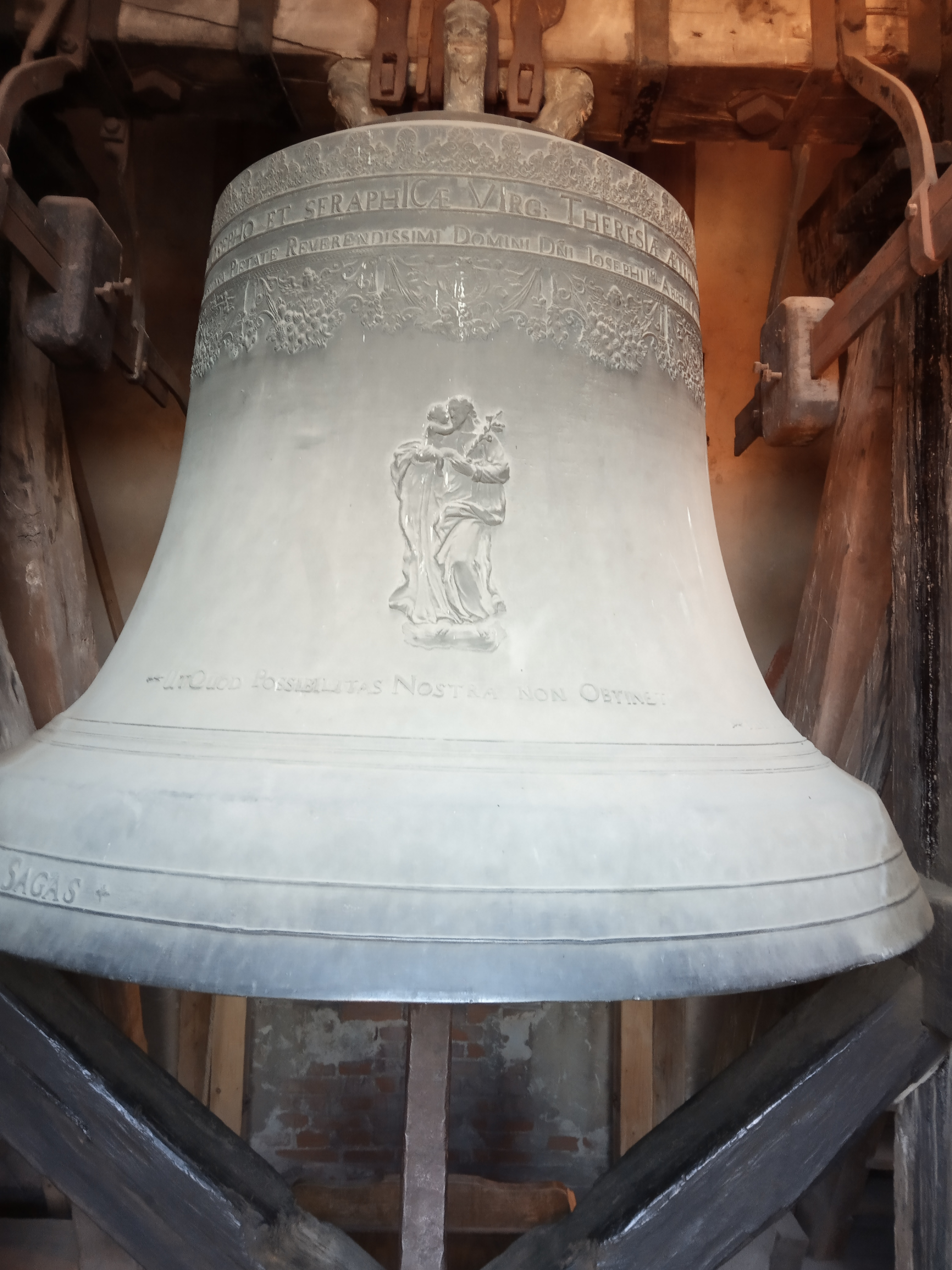
Dzwon śś. Józefa i Teresy